# (11615) Naoya
(11615) Naoya (1996 AE4) – planetoida z pasa głównego asteroid okrążająca Słońce w ciągu 5,67 lat w średniej odległości 3,18 j.a. Odkryta 13 stycznia 1996 roku.